# Jane Mansbridge

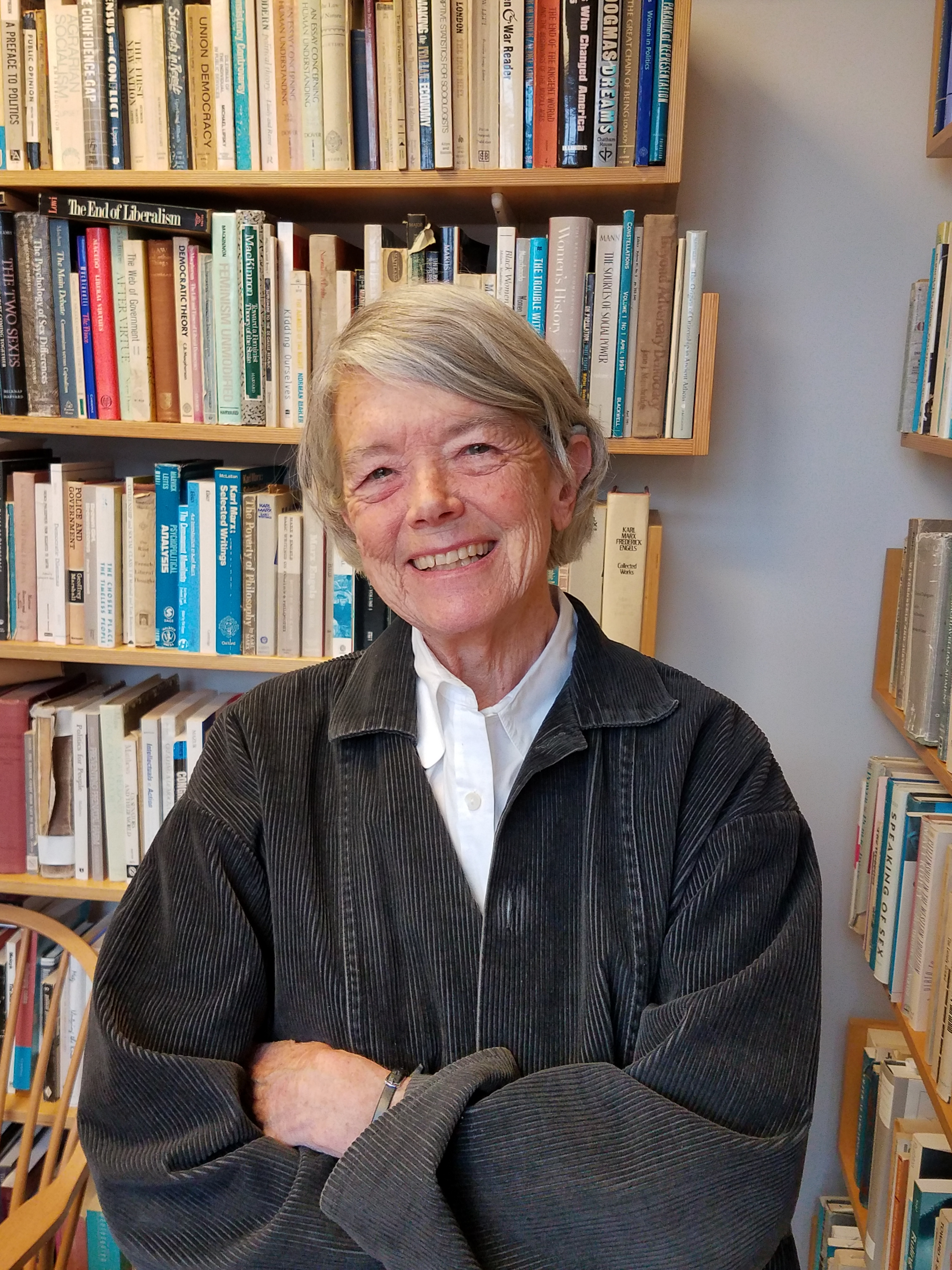
Jane Mansbridge

Jane Jebb Mansbridge (* 19. November 1939) ist eine US-amerikanische Politikwissenschaftlerin und Adams Professorin an der Kennedy School of Government der Harvard University. Gegenwärtige Forschungsschwerpunkte umfassen Fragen der politischen Repräsentation, des Feminismus, des Verhältnisses von Zwang und Deliberation in der Demokratie. Außerdem beschäftigt sich Mansbridge mit der Rolle sozialer Bewegungen. Sie wurde 1994 in die American Academy of Arts and Sciences und 2014 in die British Academy aufgenommen. Für 2018 wurde ihr der Skytteanska priset zugesprochen.

## Veröffentlichungen (Auswahl)
- A 'Selection Model' of Political Representation, in:  Journal of Political Philosophy 17, 4/2009, S. 369–398.
- Deliberative Democracy or Democratic Deliberation?, in: Shawn W. Rosenberg (Hrsg.): Deliberation, Participation, and Democracy: Can the People Govern?, New York 2008, 251-271.
- Representation Revisited: Introduction to the Case against Electoral Accountability (PDF; 701 kB), in: Democracy and Society 2, 1/2004, S. 1–13.
- Rethinking Representation, in:  American Political Science Review 97, 4/2003: S. 515–527.
- Should Blacks Represent Blacks and Women Represent Women? A Contingent ‘Yes’ (PDF; 602 kB), in: Journal of Politics 61, 3/1999, S. 627–657.